# Кубок Таджикской ССР по футболу
Кубок Таджикской ССР по футболу — ежегодный футбольный турнир, который проводился в 1938—1991 годах (за исключением 1942—1945 годов). 
Участниками Кубка Таджикской ССР являлись коллективы физической культуры, спортивных оществ, победители городских и областных первенств, которые также выступали в чемпионате Таджикской ССР по футболу.
Наиболее сильные футбольные клубы Таджикской ССР, которые участвовали в общесоюзных чемпионатах (Высшая лига, Первая лига, Вторая лига и Вторая низшая лига), выступали в Кубке СССР.

## История
В 1930-е годы популярность футбола в республике значительно возросла. Если в предыдущем десятилетии малознакомый пока местному населению вид спорта культивировался преимущественно в северном Таджикистане, где было создано несколько команд из числа страстных энтузиастов игры в кожаный мяч, то теперь футбольные клубы возникали повсеместно, в том числе и в столице республики — в городе Сталинабад.
Чаще всего показательные матчи между футбольными командами проводились в праздничные дни, и на стадионах собиралось большое количество зрителей. Наибольший интерес любителей футбола Сталинабада, привлекали поединки двух коллективов города — «Динамо» и «Спартака». Бескомпромиссные встречи этих клубов всегда сопровождались аншлагами на трибунах.
24 июля 1937 года динамовцы и спартаковцы столицы провели матч, весь кассовый сбор которого был передан в фонд помощи Республике Испания. Что касается игры, то она завершилась со счетом 4:1 в пользу «Динамо».
В 1937 году было принято решение о проведении первого чемпионата Таджикской ССР по футболу. А в 1938 году был проведён первый Кубок Таджикской ССР по футболу.
Предварительный турнир проходил в трёх зонах. В 1-й зоне выступали коллективы Ленинабадского округа, во 2-й были представлены клубы столицы республики, а в 3-й ‒ команды Южных районов Таджикистана и Кулябского округа.
Победителями зон стали прошлогодние финалисты чемпионата — соответственно, спартаковцы Ленинабада и Сталинабада, «Динамо» (Кировабад). Квартет финалистов дополнили динамовцы столицы, которые в ранге сильнейшей команды республики были освобождены от предварительных игр.
15 октября состоялся 1-й полуфинальный матч, в котором встретились команды Ленинабада и Кировабада. Победу с результатом 3:1 одержали спартаковцы.
День спустя определился и 2-й финалист: во встрече земляков — спартаковцев и динамовцев Сталинабада, сильнее оказалось «Динамо», забившее 4 мяча в ворота соперника. «Спартак» сумел ответить лишь голом престижа, который с 11-метрового штрафного удара провёл Евгений Кузьмин (впоследствии этот незаурядный игрок перешёл в «Динамо» и много лет с успехом защищал его цвета).
А 18 октября на стадионе «Динамо» состоялся финальный поединок, в котором динамовцы Сталинабада без особого труда и всухую переиграли спартаковцев из Ленинабада со счётом 4:0 и стали первыми обладателями Кубка Таджикской ССР в истории.

## Обладатели 50 Кубков Таджикской ССР[1]
| - 1938 (1-й). «Динамо» (Сталинабад) — 1-й раз. - 1939 (2-й). «Динамо» (Сталинабад) — 2-й раз. - 1940 (3-й). «Динамо» (Сталинабад) — 3-й раз. - 1941 (4-й). «Динамо» (Сталинабад) — 4-й раз. - 1942—1945 — Кубки не разыгрывались. - 1946 (5-й). «Динамо» (Сталинабад) — 5-й раз. - 1947 (6-й). ОДО (Сталинабад) — 1-й раз. - 1948 (7-й). «Гиссар» (Гиссар) — 1-й раз. - 1949 (8-й). «Динамо» (Сталинабад) — 6-й раз. - 1950 (9-й). «Динамо» (Сталинабад) — 7-й раз. - 1951 (10-й). ОДО (Сталинабад) — 2-й раз. - 1952 (11-й). «Динамо» (Сталинабад) — 8-й раз. - 1953 (12-й). «Динамо» (Сталинабад) — 9-й раз. - 1954 (13-й). «Профсоюзы-1» (Ленинабад) — 1-й раз. - 1955 (14-й). «Динамо» (Сталинабад) — 10-й раз. - 1956 (15-й). «Таксобаза» (Сталинабад) — 1-й раз. - 1957 (16-й). «Металлург» (Ленинабад) — 1-й раз. | - 1958 (17-й). «Пединститут» (Ленинабад) — 1-й раз. - 1959 (18-й). «Динамо» (Сталинабад) — 11-й раз. - 1960 (19-й). «Пограничник» (Сталинабад) — 1-й раз. - 1961 (20-й). «Пединститут» (Ленинабад) — 2-й раз. - 1962 (21-й). «Пограничник» (Душанбе) — 2-й раз. - 1963 (22-й). ДСА (Душанбе) — 3-й раз. - 1964 (23-й). «Курома» (Табошар) — 1-й раз. - 1965 (24-й). «Вахш» (Курган-Тюбе) — 1-й раз. - 1966 (25-й). «Волга» (Душанбе) — 2-й раз. - 1967 (26-й). «Пединститут» (Ленинабад) — 3-й раз. - 1968 (27-й). «Строитель» (Кумсангир) — 1-й раз. - 1969 (28-й). «Пединститут» (Душанбе) — 1-й раз. - 1970 (29-й). «Коммунальник» (Чкаловск) — 1-й раз. - 1971 (30-й). «Динамо» (Душанбе) — 12-й раз. - 1972 (31-й). ТПИ (Душанбе) — 1-й раз. - 1973 (32-й). ТИФК (Душанбе) — 1-й раз. - 1974 (33-й). СКИФ (Душанбе) — 2-й раз. | - 1975 (34-й). СКИФ (Душанбе) — 3-й раз. - 1976 (35-й). СКИФ (Душанбе) — 4-й раз. - 1977 (36-й). «Волга» (Душанбе) — 3-й раз. - 1978 (37-й). «Курома» (Табошар) — 2-й раз. - 1979 (38-й). «Металлург» (Турсун-Заде) — 1-й раз. - 1980 (39-й). «Чашма» (Шаартуз) — 1-й раз. - 1981 (40-й). «Трикотажник» (Ура-Тюбе) — 1-й раз. - 1982 (41-й). «Ирригатор» (Душанбе) — 1-й раз. - 1983 (42-й). «Волга» (Душанбе) — 4-й раз. - 1984 (43-й). «Металлург» (Турсун-Заде) — 2-й раз. - 1985 (44-й). «Автомобилист» (Курган-Тюбе) — 1-й раз. - 1986 (45-й). СКИФ (Душанбе) — 5-й раз. - 1987 (46-й). «Металлург» (Турсун-Заде) — 3-й раз. - 1988 (47-й). «Автомобилист» (Курган-Тюбе) — 2-й раз. - 1989 (48-й). «Металлург» (Турсун-Заде) — 4-й раз. - 1990 (49-й). «Волга» (Душанбе) — 5-й раз. - 1991 (50-й). «Автомобилист» (Курган-Тюбе) — 3-й раз. |

## Клубы — лидеры по победам в Кубках Таджикской ССР
| Клуб                                   | Кубки                                                                      |
| -------------------------------------- | -------------------------------------------------------------------------- |
| Динамо (Сталинабад/Душанбе)            | 12 (1938, 1939, 1940, 1941, 1946, 1949, 1950, 1952, 1953, 1955, 1959/1971) |
| ТИФК/СКИФ (Душанбе)                    | 5 (1973/1974, 1975, 1976, 1986)                                            |
| Таксобаза (Сталинабад)/Волга (Душанбе) | 5 (1956/1966, 1977, 1983, 1990)                                            |
| Металлург (Турсун-Заде)                | 4 (1979, 1984, 1987, 1989)                                                 |
| ОДО (Сталинабад)/ДСА (Душанбе)         | 3 (1947, 1951, 1963)                                                       |
| Пединститут (Ленинабад)                | 3 (1958, 1961, 1967)                                                       |
| Автомобилист (Курган-Тюбе)             | 3 (1985, 1988, 1991)                                                       |
| Пограничник (Душанбе)                  | 2 (1960, 1962)                                                             |
| Курома (Табошар)                       | 2 (1964, 1978)                                                             |

## Финалы Кубка Таджикской ССР (1938—1941, 1946—1955)[1]
| Дата | Обладатель                | Финалист                | Стадион, город       | Счёт                             |
| 1938 | «Динамо» (Сталинабад)     | «Спартак» (Ленинабад)   | «Динамо», Сталинабад | 4:0                              |
| 1939 | «Динамо» (Сталинабад)     | «Спартак» (Сталинабад)  | «Динамо», Сталинабад | 5:2                              |
| 1940 | «Динамо» (Сталинабад)     | «Спартак» (Ленинабад)   | «Динамо», Сталинабад | 2:1 (протест), 5:0 (переигровка) |
| 1941 | «Динамо» (Сталинабад)     | «Пролетарск» Пролетарск | «Динамо», Сталинабад | в:п                              |
| 1946 | «Динамо» (Сталинабад)     | «Спартак» (Ленинабад)   | «Динамо», Сталинабад | 3:1                              |
| 1947 | ОДО (Сталинабад)          | «Гиссар» (Гиссар)       | «Динамо», Сталинабад | 3:2                              |
| 1948 | «Гиссар» (Гиссар)         | ОДО (Сталинабад)        | «Динамо», Сталинабад | 4:2                              |
| 1949 | «Динамо» (Сталинабад)     | «Гиссар» (Гиссар)       | «Динамо», Сталинабад | в:п                              |
| 1950 | «Динамо» (Сталинабад)     | «Гиссар» (Гиссар)       | «Динамо», Сталинабад | 1:1, 1:1, 4:1                    |
| 1951 | ОДО (Сталинабад)          | нет информации          | «Динамо», Сталинабад | в:п                              |
| 1952 | «Динамо» (Сталинабад)     | нет информации          | «Динамо», Сталинабад | в:п                              |
| 1953 | «Динамо» (Сталинабад)     | «Искра» (Куляб)         | «Динамо», Сталинабад | 13:0                             |
| 1954 | «Профсоюзы-1» (Ленинабад) | нет информации          | нет информации       | в:п                              |
| 1955 | «Динамо» (Сталинабад)     | нет информации          | «Динамо», Сталинабад | в:п                              |

## Команды — обладатели Кубка Таджикской ССР
- «Динамо» (Сталинабад/Душанбе) — подведомственный при НКВД футбольный коллектив спортивного общества «Динамо». Свой последний трофей клуб завоевал в 1996 году, став  чемпионом Таджикистана. В 1998 году был реорганизован, а вновь воссоздан — в 2020 году.
- ОДО/ДСА/«Звезда» (Сталинабад/Душанбе) — коллектив физической культуры Окружного Дома офицеров/Дома Советской Армии Министерства обороны Таджикской ССР. Ныне команда носит название  ЦСКА и выступает в Высшей лиге чемпионата Таджикистана по футболу.
- «Гиссар» (Гиссар) — коллектив физической культуры работников Гиссарского хлопкоочистительного завода.
- «Профсоюзы»/«Профсоюзы-1» (Ленинабад) — коллектив физической культуры работников профсоюзных обществ Ленинабадской области.
- «Таксобаза» (Сталинабад)/«Волга» (Душанбе) — коллектив физической культуры работников ПО «Таксомоторная база» №1.
- «Металлург» (Ленинабад) — коллектив ...
- «Пединститут» (Ленинабад) — коллектив физической культуры студентов и преподавательского состава Ленинабадского педагогического института (ЛПИ).
- «Пограничник» (Сталинабад/Душанбе) — коллектив физической культуры Пограничных войск при Министерстве обороны Таджикской ССР.
- «Курома» (Табошар) — коллектив физической культуры работников Табошарской ГОК (в 2013 году город был переименован в Истиклол).
- «Пахтакор»/«Вахш» (Курган-Тюбе) — коллектив физической культуры работников хлопкоочистительного завода. Ныне команда носит название  «Бохтар» (Хатлон) и выступает в Высшей лиге чемпионата Таджикистана по футболу. Является финалистом Кубка президента АФК.
- «Строитель» (Кумсангир) — коллектив ...
- «Пединститут» (Душанбе) — коллектив физической культуры студентов и преподавательского состава Таджикского государственного педагогического института (ТГПИ) имени В.И. Ленина. Ныне называется Таджикский государственный педагогический университет (ТГПУ) имени Садриддина Айни.
- «Коммунальник» (Чкаловск) — коллектив ...
- ТПИ (Душанбе) — коллектив физической культуры студентов и преподавательского состава Таджикского политехнического института (ТПИ). Ныне называется Таджикский технический университет (ТТУ) имени академика Мухаммада Осими.
- ТИФК/СКИФ (Душанбе) — коллектив физической культуры студентов и преподавательского состава Таджикского института физической культуры (ТИФК). Ныне называется Таджикский физкультурный институт (ТФКИ) имени Саидмумина Рахимова.
- «Металлург» (Регар/Турсун-Заде) — коллектив физической культуры работников Таджикского алюминиевого завода (ТадАЗ). Ныне команда носит название  «Регар-ТадАЗ» и выступает в Высшей лиге чемпионата Таджикистана по футболу. Является 3-кратным обладателем Кубка президента АФК.
- «Чашма» (Шаартуз) — футбольный клуб, созданный по инициативе председателя райисполкома района Шаартуз Алимамада Ниезмамадовича Ниезмамадова[2].
- «Трикотажник» (Ура-Тюбе) — коллектив физической культуры работников Уратюбинской трикотажной фабрики. Ныне команда носит название  «Истаравшан» (Истаравшан) и выступает в Высшей лиге чемпионата Таджикистана по футболу.
- «Ирригатор» (Душанбе) — коллектив физической культуры Министерства мелиорации Таджикской ССР.
- «Автомобилист» (Курган-Тюбе) — коллектив ...